# Margarita Ruiz de Lihory y Resino
Margarita Ruiz de Lihory y Resino (1893 – 15 maggio 1968) è stata una nobile spagnola che ha servito il suo paese lavorando come giornalista e come agente segreto. Divenne tristemente famosa nel 1954 per il noto "caso della mano mozzata", nel quale Margarita fu accusata di essere coinvolta nello smembramento della figlia defunta, Margarita..

## Biografia

### Giovinezza
Margarita era la più giovane delle due figlie di doña Soledad Resino de la Bastida, marchesa di Villasante e contessa di Val del Águila, e di suo marito, don José María Ruiz de Lihory y Pardines, barone di Alcalalí y San Juan de Mosquera, Governatore civile di Maiorca, sindaco di Valencia e persino deputato alle Corti spagnole nel 1904, nonché scrittore, compositore e massone. L'esatta data di nascita della donna è sconosciuta, ma quella più comunemente accettata vuole che fosse nata nell'anno 1893.
Nel 1910, all'età di 17 anni, sposò don Ricardo Shelly Correa, un noto valenziano di origini irlandesi, impiegato della compagnia assicurativa nordamericana "La Equitativa". Dall'uomo, Margarita ebbe quattro figli: José María, Juan, Luis e Margarita detta Margot.
Studiò Medicina per due anni a Valencia, ma poi si laureò in Giurisprudenza.
Nel 1920, con la morte del padre, la baronia di Alcalalí passò a sua sorella maggiore, Soledad, ma Margarita avviò un contenzioso durato più di 30 anni per rivendicare il titolo. Poco dopo la morte del padre, stancatasi dell'infedeltà del marito ed interessatasi al movimento femminista, decise di abbandonato marito e figli e si trasferì a Madrid per lavorare come giornalista.

### Spia in Marocco
Scoppiata la Guerra del Rif, Margarita partì per il Nord Africa come corrispondente del quotidiano "La correspondencia de l'Españn" e tra l'agosto e dicembre 1922 pubblicò una serie di cronache.
Successivamente Miguel Primo de Rivera la incaricò di alcune missioni di spionaggio in Marocco, dove ha incontrato Francisco Franco (al quale avrebbe salvato la vita due volte) e il leader della resistenza di Rife contro la Spagna, Abd-el-Krim. Alla fine divenne un agente doppiogiochista, lavorando sia per il leader marocchino che per il generale spagnolo.

### In America
Margarita iniziò a compiere viaggi a New York, Washington, Chicago, Boston, in Messico, a l'Avana e in altre capitali del mondo. Durante i cinque anni trascorsi nelle Americhe ebbe modo di realizzare mostre delle sue opere, concerti, conferenze, scrivere libri e svolgere una serie di attività culturali e sociali. Durante questo periodo ebbe modo di conoscere diversi attori cinematografici come Antonio Moreno e Conchita Piquer e l'imprenditore Henry Ford. Essendo una buona pittrice ebbe anche modo di fare un ritratto a John Calvin Coolidge, all'epoca presidenti degli Stati Uniti.

### Ritorno in Spagna
Nel 1929, Margarita fu costretta a far ritorno in Spagna in seguito alla morte di sua nonna, Micaela, alla quale aveva affidato il compito di crescere i suoi figli. Poco tempo dopo si trasferì a Parigi, dove rimase per circa cinque anni e dove frequentò diversi alti circoli sociali parigini.
Nel 1931, dopo la fuga di Alfonso XIII e l'instaurazione della Repubblica, Margarita divenne membro del "Patronato Nacional de Menores" e della "Junta de Protección a la Mujer".
Mentre in Spagna imperversava la Guerra civile, nel 1937, Margarita conobbe l'avvocato catalano don José María Bassols e Iglesias. Innamoratosi di Margarita, l'uomo divorziò dalla prima moglie e poi contrasse con lei un matrimonio civile. Successivamente questo matrimonio venne dichiarato nullo, ma i due vissero ugualmente come se fossero sposati per il reato delle loro vite.
Dopo la Seconda Guerra Mondiale, Margarita e la sua famiglia trascorsero alcuni anni ad Albacete e poi si stabilirono a Madrid dove, nel 1954, ebbe luogo il famoso "caso della mano mozzata".

### Il Caso della mano mozzata
Il 19 gennaio 1954 Margarita, detta Margot, la figlia di doña Margarita morì a causa di un edema polmonare ad Albacete nella casa della madre. La salma venne portata a Madrid e lì sepolta due giorni dopo.
Il 30 gennaio, Luis, il fratello di Margot, si presentò alle autorità di Madrid denunciando che la madre aveva mutilato il cadavere della figlia. Il ragazzo affermò anche che la madre amava circondarsi di vari animali e che quando qualcuno di questi moriva lei provvedeva a compiere l'autopsia e poi ne conservava alcuni organi. 
In seguito alla denuncia la polizia compì una perquisizione nella casa di doña Margarita nel corso della quale vennero rinvenuti contenitori pieni di sangue, due teste di cane private della pelle, viscere di animali, ciocche di capelli e, in un vaso di plastica, una mano destra mozzata immersa nell'alcool. Riesumato il corpo di Margot si scoprì che alla ragazza era stata amputata la mano destra e parte della lingua e che anche gli occhi erano stati rimossi.
Il caso, che sconvolse l'opinione pubblica, venne battezzato dalla stampa spagnola "El caso de la mano cortada", il caso della mano tagliata.
Doña Margarita si difese affermando che lei venerava la mano della figlia allo stesso modo di come si venerano le reliquie dei santi. Riconosciuti colpevoli, sia Margarita che José María Bassols furono condannati e rinchiusi nell'ospedale psichiatrico di Carabanchel. Vi trascorsero entrambi solamente poco tempo e secondo molti questo a causa della amicizie influenti della donna e del marito.

#### Doña Margarita e il Caso Ummo
Secondo alcuni ufologi la vicenda della mano tagliata sarebbe correlata al celebre Caso Ummo. Questo perché quindici anni dopo i fatti, i sedicenti ummiti affermarono in una lettera di essere coinvolti nella vicenda. Secondo quanto riportato nella lettera, due ummiti, spacciandosi per medici olandesi, avevano affittato i sotterranei della residenza di Albacete di doña Margarita per intraprendere alcune ricerche biologiche. Per caso Margot sarebbe rimasta infettata da una versione mutogena di un virus proveniente dal pianeta Ummo e gli ummiti, non potendo intervenire per curarla senza rivelare la loro vera identità, avrebbero deciso di non fare nulla fino alla morte della ragazza per poi eseguire una biopsia sul cadavere al fine di studiare la mutazione avvenuta nel virus. Morta Margot gli ummiti avrebbero quindi amputato il suo cadavere per i loro esperimenti e la madre messa a tacere con un’ingente somma di denaro.
Sebbene quanto riportato in quella lettera, come in tutte quelle del Caso Ummo, appare fantasioso e privo di alcun fondamento, è interessante notare come effettivamente la mattina del 20 gennaio 1954, il giorno dopo la morte di Margot,  doña Margarita e don Bassols uscirono di casa per ritirare centomila pesetas, a loro dire la vincita di una lotteria.
In tutta questa brutta storia c'è anche chi, senza alcuna ragione, ha voluto vederci l'origine dell'AIDS. Cosa assai assurda visto che il virus dell'HIV non venne scoperto prima degli anni Ottanta.
Sembra che sui legami tra doña Margarita e gli alieni ummiti lo scrittore spagnolo Fernando Sesma abbia scritto la commedia El secreto de Lady Margarita. Nonostante il suo autore lo citi in diversi altri suoi scritti, non esiste alcuna prova che esso sia mai realmente esistito.

### Ultimi anni
Dopo la brave detenzione nell'ospedale psichiatrico, Margarita riprese a scrivere pubblicando una serie di articoli nel settimanale "Domingo". Trascorrerà gli ultimi anni di vita quasi in miseria e costretta a vendere poco alla volta le sue molte proprietà.
Morì ad Albacete il 15 maggio 1968 e venne sepolta nel cimitero di Nuestra Señnra de los Llanos de Albacete.